# میگل آنخل سولا
میگل آنخل سولا (اسپانیایی: Miguel Ángel Solá‎؛ زادهٔ ۱۴ مهٔ ۱۹۵۰) بازیگر اهل آرژانتین است. وی بیشتر نقش شخصیت‌های شرور را بازی می‌کرد.
از فیلم‌ها یا برنامه‌های تلویزیونی که وی در آن نقش داشته است، می‌توان به عروس کولی، کاروسل حوالی ۱۹۵۰، تانگو، فرار، همنشین بد، فائوستو ۵٫۰، نیمه تاریک قلب و خانواده مقدس اشاره کرد.